# Jeffrey Lynn
Jeffrey Lynn, pseudonimo di Ragnar Godfrey Lind (Auburn, 16 febbraio 1909 – Burbank, 24 novembre 1995), è stato un attore statunitense.

## Biografia
Dopo gli studi al Bates College, un'università del Maine, per un certo periodo Jeffrey Lynn fece l'insegnante. Raggiunta Hollywood nel 1938, esordì sul grande schermo con il cortometraggio Out Where the Stars Begin e, nello stesso anno, fu il protagonista della commedia Quattro figlie (1938) di Michael Curtiz, accanto alle Lane Sisters, ovvero le sorelle Priscilla, Lola e Rosemary Lane, e a Gale Page. La pellicola narra le vicende di quattro sorelle che vivono con il padre vedovo (Claude Rains), decano della locale fondazione musicale, e con una zia (May Robson), e la cui esistenza viene cambiata dall'entrata in scena dell'elemento maschile. Lynn interpretò il ruolo Felix Deitz, il compositore che scrive musica moderna e disprezza Beethoven, e che suscita l'immediato interesse romantico delle sorelle. Il personaggio di Lynn venne tuttavia oscurato dall'incisiva performance dell'esordiente John Garfield, nel ruolo dell'amico Mickey Borden, un pianista cinico e disincantato che giunge da New York e fa irruzione nel mondo idilliaco della famigliola, minacciandone gli equilibri. L'interpretazione di Lynn quale promettente nuova stella del cinema fu salutata favorevolmente dalla rivista Newsweek del 29 agosto 1938, ma risultò piuttosto incolore di fronte al ruolo, pur secondario, che Garfield interpretò da autentico mattatore.
Dopo il grande successo di pubblico di Quattro figlie, l'attore venne preso in considerazione per il ruolo di Ashley Wilkes in Via col vento (1939), sostenne diversi screen test con l'attrice Paulette Goddard durante la lunga ricerca della protagonista ideale per il ruolo di Rossella O'Hara, ma alla fine gli venne preferito l'attore britannico Leslie Howard. Lynn ottenne comunque un ruolo di rilievo nel film di gangster I ruggenti anni Venti (1939), in cui ritrovò Priscilla Lane e recitò al fianco di James Cagney e Humphrey Bogart. Gli attori interpretarono i componenti di un trio di vecchi amici del quale Lynn rimane l'unico a non intraprendere una cattiva strada nel mondo del crimine.
Nello stesso anno Lynn riprese il personaggio del musicista Felix Deitz, interpretato in Quattro figlie, e lo propose nel sequel intitolato Four Wives (1939) e nel successivo Four Mothers (1941). Con alcune varianti, la formula delle quattro sorelle e dei loro corteggiatori venne ripresa anche in Profughi dell'amore (1939), in cui Lynn ritrovò sia John Garfield che le Lane Sisters. Nel 1940 lavorò nuovamente con James Cagney nel film bellico I fucilieri delle Argonne, nei panni del sergente Joyce Kilmer, un soldato poeta.
Nel 1942, dopo essere apparso in Tragedia ai Tropici (1941) e The Body Disappears (1941), Lynn interruppe la propria carriera per prestare servizio militare durante la seconda guerra mondiale. Al suo ritorno al cinema nel 1948, l'attore non riuscì tuttavia e recuperare il successo che aveva ottenuto alla fine degli anni trenta. Ebbe alcune buone opportunità nella commedia La telefonista della Casa Bianca (1948), nel western Dietro la maschera (1948) e nel melodramma Lettera a tre mogli (1949), ma la sua carriera cinematografica al momento sembrò concludersi dopo la partecipazione al film comico Marmittoni al fronte (1951) e alla commedia Home Town Story (1951), in cui fece una delle sue prime apparizioni Marilyn Monroe.
Lynn si rivolse quindi alla televisione, in progressiva affermazione all'inizio degli anni cinquanta, e iniziò ad apparire in serie come Lux Video Theatre (1951-1953), My Son Jeep (1953), nel ruolo del dottor Robert Allison, medico di una piccola città di provincia, e Robert Montgomery Presents (1953-1955). Fu solo nel 1960 che l'attore fece il suo ritorno sul grande schermo nel film Venere in visone, in cui recitò accanto ad Elizabeth Taylor e Laurence Harvey, ma per il resto del decennio la sua attività fu sporadica e limitata ad una sola altra apparizione cinematografica nel poliziesco L'investigatore (1967), accanto a Frank Sinatra, e a partecipazioni alle serie Ironside (1969), I nuovi medici (1969) e Barnaby Jones (1973).
Dopo il declino della propria carriera artistica, Lynn rivolse i suoi interessi ad altre attività, in particolare al mercato immobiliare, e fece il suo ritorno sul piccolo schermo solo nel 1982 per recitare in serie come Simon & Simon (1983), e nell'episodio The Days Dwindle Down de La signora in giallo (1987), una sorta di sequel del noir Strange Bargain che aveva interpretato nel 1949, e del quale riprese il personaggio di Sam Wilson, recitando accanto a Martha Scott e Harry Morgan, che erano stati suoi partner nel film. Dopo un'ultima apparizione in due episodi delle serie California (1990), e Voci nella notte (1990), Lynn si ritirò definitivamente dalle scene.

## Vita privata
Dopo il primo matrimonio con Robin Chandler (1946-1958), dalla quale ebbe due figli, Letitia e Jeffrey Jr., Lynn si risposò altre due volte. Morì a Burbank (California) il 24 novembre 1995, all'età di ottantasei anni, per cause naturali. È sepolto al Forest Lawn Memorial Park di Hollywood Hills.

## Filmografia

### Cinema
- Out Where the Stars Begin, regia di Bobby Connolly (1938) (cortometraggio)
- When Where You Born, regia di William C. McGann (1938)
- Cowboy from Brooklyn, regia di Lloyd Bacon (1938)
- Quattro figlie (Four Daughters), regia di Michael Curtiz (1939)
- Yes, My Darling Daughter, regia di William Keighley (1939)
- Profughi dell'amore (Daughters Courageous), regia di Michael Curtiz (1939)
- Espionage Agent, regia di Lloyd Bacon (1939)
- I ruggenti anni Venti (The Roaring Twenties), regia di Raoul Walsh (1939)
- A Child Is Born, regia di Lloyd Bacon (1939)
- Four Wives, regia di Michael Curtiz (1939)
- I fucilieri delle Argonne (The Fighting 69th), regia di William Keighley (1940)
- It All Came True, regia di Lewis Seiler (1940)
- Paradiso proibito (All This, and Heaven Too), regia di Anatole Litvak (1940)
- My Love Come Back, regia di Curtis Bernhardt (1940)
- Money and the Woman, regia di William K. Howard (1940)
- Four Mothers, regia di William Keighley (1941)
- Flight from Destiny, regia di Vincent Sherman (1941)
- Million Dollar Baby, regia di Curtis Bernhardt (1941)
- Underground, regia di Vincent Sherman (1941)
- Tragedia ai Tropici (Law of the Tropics), regia di Ray Enright (1941)
- The Body Disappears, regia di D. Ross Lederman (1941)
- Dietro la maschera (Black Bart), regia di George Sherman (1948)
- La telefonista della Casa Bianca (For the Love of Mary), regia di Frederick de Cordova (1948)
- Gong fatale (Whiplash), regia di Lewis Seiler (1948)
- Lettera a tre mogli (A Letter to Three Wives), regia di Joseph L. Mankiewicz (1949)
- Strange Bargain, regia di Will Price (1949)
- Capitan Cina (Captain China), regia di Lewis R. Foster (1950)
- Marmittoni al fronte (Up Front), regia di Alexander Hall (1951)
- Home Town Story, regia di Arthur Pierson (1951)
- Doorway to Suspicion, regia di Dallas Bower (1957)
- Lost Lagoon, regia di John Rawlins (1958)
- Venere in visone (Butterfield 8), regia di Daniel Mann (1960)
- L'investigatore (Tony Rome), regia di Gordon Douglas (1967)

### Televisione
- Studio One – serie TV, 1 episodio (1950)
- Lights Out – serie TV, episodio 3x27 (1951)
- Faith Baldwin Romance Theatre – serie TV, 1 episodio (1951)
- Cameo Theatre – serie TV, 1 episodio (1951)
- The Clock – serie TV, 1 episodio (1951)
- Family Theatre – serie TV, 1 episodio (1951)
- Schlitz Playhouse of Stars – serie TV, 1 episodio (1952)
- Tales of Tomorrow – serie TV, 1 episodio (1952)
- The Philco Television Playhouse – serie TV, 1 episodio (1952)
- Lux Video Theatre – serie TV, 3 episodi (1951-1953)
- Goodyear Television Playhouse – serie TV, 1 episodio (1953)
- My Son Jeep – serie TV, 11 episodi (1953)
- Medallion Theatre – serie TV, 1 episodio (1953)
- The Philip Morris Playhouse – serie TV, episodio 1x05 (1953)
- Checkmate, regia di Gene Martel – film TV (1953)
- Suspense – serie TV, 3 episodi (1949-1954)
- The Elgin Hour – serie TV, 1 episodio (1954)
- Kraft Television Theatre – serie TV, 1 episodio (1954)
- Danger – serie TV, 1 episodio (1954)
- Robert Montgomery Presents – serie TV, 2 episodi (1953-1955)
- Justice – serie TV, 1 episodio (1955)
- Appointment with Adventure – serie TV, 1 episodio (1956)
- The United States Steel Hour – serie TV, 1 episodio (1959)
- Play of the Week – serie TV, 1 episodio (1959)
- The Spiral Staircase, regia di Boris Sagal – film TV (1961)
- The Secret Storm – serie TV (1966-1967)
- Ironside – serie TV, 1 episodio (1969)
- I nuovi medici (The Bold Ones: The New Doctors) – serie TV, 1 episodio (1969)
- Ai confini della notte (The Edge of Night) – serie TV, 1 episodio (1971)
- Barnaby Jones – serie TV, 1 episodio (1973)
- Amore proibito (Forbidden Love), regia di Steven Hilliard Stern – film TV (1982)
- Simon & Simon – serie TV, 1 episodio (1983)
- La signora in giallo (Murder, She Wrote) – serie TV, episodio 3x21 (1987)
- California (Knots Landing) – serie TV, 1 episodio (1990)
- Voci nella notte (Midnight Caller) – serie TV, 1 episodio (1990)

## Doppiatori italiani
- Gualtiero De Angelis in Lettera a tre mogli, Marmittoni al fronte
- Giuseppe Rinaldi in I fucilieri delle Argonne
- Nino Pavese in Venere in visone
- Cesare Barbetti ne I ruggenti anni venti (doppiaggio tardivo)